# Moutier-d'Ahun
Moutier-d'Ahun is een gemeente in het Franse departement Creuse (regio Nouvelle-Aquitaine) en telt 181 inwoners (2005). De plaats maakt deel uit van het arrondissement Guéret.

## Geografie
De oppervlakte van Moutier-d'Ahun bedraagt 9,8 km², de bevolkingsdichtheid is 18,5 inwoners per km².

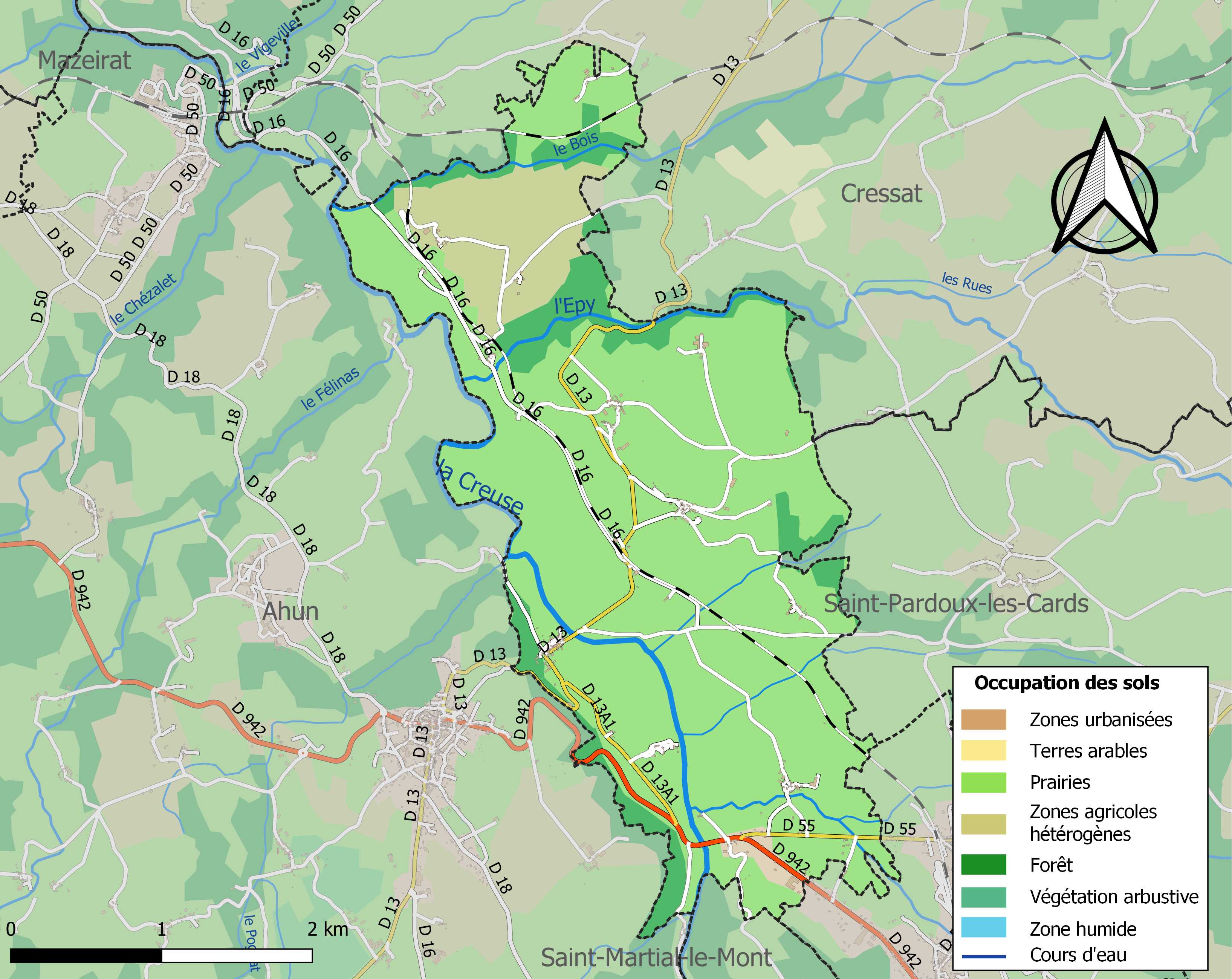
Kaart van de gemeente met de belangrijkste infrastructuur, bodemgebruik en omliggende gemeenten

## Demografie
Onderstaande figuur toont het verloop van het inwonertal (bron: INSEE-tellingen).